# Andrea Rothfuss
Andrea Rothfuss (* 20. Oktober 1989 in Freudenstadt) ist eine deutsche Skirennläuferin. Ihr Verein ist die VSG Mitteltal. 2009 wurde sie als Behindertensportlerin des Jahres ausgezeichnet. Rothfuss tritt in der Startklasse Standing Skiers: LW 6/8-2 an. Seit April 2017 gehört sie dem Zoll-Ski-Team an.

## Karriere
Andrea Rothfuss wuchs in Loßburg im Schwarzwald auf und erlernte dort mit sechs Jahren im Skiclub Loßburg das Skifahren. Ihr fehlt seit Geburt die linke Hand. In der neu gegründeten Vereinsrenngruppe begann sie 1997 gemeinsam mit nichtbehinderten Kindern mit dem Skitraining. Im selben Jahr fuhr sie ihre ersten Rennen im Nichtbehinderten-Bereich. Sie stieg in den Behindertensport ein, zuerst nur als Schwimmerin und Leichtathletin. Bei den bayrischen Meisterschaften in Oberammergau im Jahr 2000 startete sie in ihrem ersten Behinderten-Skirennen. Danach wurde sie zu verschiedenen Sichtungslehrgängen des Deutschen Behindertensportverbands (DBS) eingeladen und trainierte mit dem neugegründeten Nachwuchsteam. In der Saison 2001/02 wurde sie in den D-Kader (d. h. Landeskader) des DBS aufgenommen. Sie hatte erste Erfolge auf nationaler Ebene, dann auch im Europa- und Weltcup.
Als damals 16-Jährige nahm sie an den Winter-Paralympics 2006 in Turin teil. Dort gewann sie die Silbermedaille im Riesenslalom und belegte im Slalom den vierten und im Super-G den fünften Platz.
Seitdem gehört Rothfuss der Nationalmannschaft und dem A-Kader des DBS an. Im darauffolgenden Jahr gewann sie zum ersten Mal die Riesenslalomwertung im Weltcup. Bei den Weltmeisterschaften 2009 in High1 (Südkorea) erreichte sie in der Abfahrt, der Super-Kombination, dem Riesenslalom und dem Slalom jeweils die Bronzemedaille. Im erstmals ausgerichteten Teamwettbewerb gewann sie mit ihren Teamkollegen die Goldmedaille und ihren ersten Weltmeistertitel.
Im nächsten Jahr belegte sie, wie auch in den vorherigen Jahren, den zweiten Platz in der Weltcup-Gesamtwertung.
Bei den Winter-Paralympics 2010 in Vancouver gewann sie die Silbermedaillen im Slalom und Riesenslalom sowie die Bronzemedaillen in der Abfahrt und im Super-G. In der Super-Kombination schied sie nach einem Fahrfehler im Super-G aus.
Im Sommer 2010 legte sie ihr Abitur am Ernährungswissenschaftlichen Gymnasium der Luise-Büchner-Schule in Freudenstadt ab. Aus sportlichen Gründen entschied sie sich danach für ein Studium der Soziologie in Innsbruck und zog nach Österreich.
In der Saison 2010/2011 erreichte sie wieder den zweiten Platz im Gesamtweltcup und in allen Disziplinen. Im Januar 2011 gewann sie bei der Weltmeisterschaft in Sestriere (Italien) ihre ersten Einzeltitel, und damit die Goldmedaillen, in der Abfahrt und im Slalom. Im Super-G und im Riesenslalom erreichte sie jeweils die Bronzemedaille. In der Super-Kombination und im Team-Event gewann sie die Silbermedaillen.
Im Februar 2013 gewann Rothfuss bei der Weltmeisterschaft in La Molina (Spanien) vier Silbermedaillen (Abfahrt, Super-Kombination, Riesenslalom, Slalom), jeweils hinter der Französin Marie Bochet.
Bei der Eröffnung der Winter-Paralympics 2014 in Sotschi (Russland) war Rothfuss die Fahnenträgerin der deutschen Mannschaft. Nachdem sie in der Abfahrt und im Super-G ihre Läufe nicht beenden konnte, gewann sie am 12. März 2014 ihre erste paralympische Goldmedaille im Slalom.
Im März 2018 gewann Rothfuss die erste Medaille für Deutschland bei den Paralympics in Pyeongchang. Sie holte Silber in der Abfahrt und musste sich in der stehenden Kategorie in 1:32,53 Minuten nur der Französin Marie Bochet (1:30,30 min) geschlagen geben.
Auch im Super-G gelang ihr erneut die Silbermedaille, wieder nur knapp hinter Bochet. Weitere Silbermedaillen gewann sie in der Super-Kombination hinter der Kanadierin Mollie Jepsen und im Riesenslalom hinter Bochet, außerdem holte sie Bronze im Slalom hinter Bochet und Jepsen.
Bei den Paralympics 2022 in Peking gewann sie im Riesenslalom die Bronzemedaille.

## Auszeichnungen
- 2005: Juniorsportlerin – Sonderpreis Behindertensport – des Jahres 2005
- 2009: Behindertensportlerin des Jahres 2009
- 2006, 2010, 2014, 2018 und 2022[3]: Silbernes Lorbeerblatt